# Plain City, Ohio
Plain City là một làng thuộc quận Madison, tiểu bang Ohio, Hoa Kỳ. Năm 2010, dân số của làng này là 4225 người.

## Dân số
- Dân số năm 2000: 2832 người.
- Dân số năm 2010: 4225 người.